# Микшино (Лихославльский район)
Микшино (карел.  Miikšinä) — село в Лихославльском районе Тверской области. Административный центр Микшинского сельского поселения, образованного в 2005 году.

## География
Расположено в 22 км к северо-востоку от районного центра Лихославль, на автодороге «Лихославль—Толмачи—Назарово».
Село стоит на реке Тресна, притоке реки Медведицы.

## История
Первое упоминание о селе Микшино в писцовой книге 1545 года. В селе находились деревянная церковь Йокима и Анны, господский двор и 5 семей дворовых людей.
В результате войн с литовцами, поляками, голода 1601—1602 годов (Смутное время) село опустело, и во второй половине XVII века (в царствование Алексея Михайловича Романова) пустошь Микшино стала заселяться православными карелами из Приладожья, переселившимися сюда из Корельского уезда, отошедшего к Швеции по Столбовскому миру.
- В 1768 году в село Микшино из села Знаменское Новоторжского уезда была перевезена деревянная Троицкая церковь.
- В 1845 году построена каменная Троицкая церковь. В её приход входили ещё 9 карельских деревень (Сошники, Луги, Комариха, Гурилиха, Бабье, Колодово, Заболотье (Гокко), Прядчиха, Рычково).
- В 1859 году в карельском казенном селе Микшино было 105 дворов, 577 жителей, православная церковь.
- В 1871 году в селе была построена вторая каменная Сретенская церковь
- В 1873 году открыта Микшинская земская школа (в 1887 году 98 учащихся, 61 мальчик, 37 девочек, из Микшина и соседних деревень Рычково, Бабье, Прядиха, Доманиха).
- В 1887 году село Микшино одноименной волости и прихода Бежецкого уезда, имеет 122 двора, 124 семьи, 608 жителей.
- В конце XIX века — в начале XX века село славилось торговлей, было много купцов и предпринимателей. Это Семеновы, Кузнецовы, Степановы, Мельниковы, Фомины и другие. Купец I гильдии Юрасов А. Н., карел по национальности, имел доход свыше 1 миллиона рублей. Он скупал лен со всей округи и зимой отправлял по 300—400 подвод в Бежецк.
- В начале XX века в селе действовали 6 магазинов, 5 чайных, 2 колбасных цеха, 3 пекарни, маслосырзавод, ткацко-вязальная фабрика, льномаслобойня, мельница, крупорушка. Вблизи села — кирпичный и свечной заводы.
- По переписи 1920 года в селе 699 жителей.
- С 1930 года в Микшино колхоз «Красное Микшино». В это время село было центром сельсовета Лихославльского района Московской области, с 1935 года — в Калининской области, в 1937—1939 годах село входило в Карельский национальный округ.
- В 1937 году большой пожар уничтожил большую часть строений села.
- В годы Великой Отечественной войны 150 жителей села не вернулись с фронта, многие женщины и подростки направлялись на строительство оборонительных сооружений.

В 1996 году в селе 168 хозяйств, 448 жителей.

## Население
| 1859 | 1897 | 2010 |
| ---- | ---- | ---- |
| 577  | ↗749 | ↘384 |

Население по переписи 2002 года — 408 человек, 203 мужчины, 205 женщин. Большинство старожилов по происхождению — тверские карелы.

## Инфраструктура
- Администрация сельского поселения .
- МОУ Микшинская средняя общеобразовательная школа .
- МДОУ Микшинский детский сад.
- МУЗ Микшинский ФАП.
- Сельский Дом культуры.
- Микшинская сельская библиотека .
- Отделение почтовой связи .
- Правление СПК им. Чкалова.
- Пункт выдачи Ozon

## Известные люди
- Игумен Никон (в миру Николай Николаевич Воробьёв) (1894 — 1963) — священнослужитель Русской православной церкви, родился в Микшино.

## Достопримечательности
- Троицкая церковь (1845 год)
- Сретенская церковь (1871 год)[4]